# Ганс Цинссер
Ганс Ци́нссер (англ. Hans Zinsser; 17 грудня 1878, Нью-Йорк, США — 4 вересня 1940, Нью-Йорк) — американський інфекціоніст, епідеміолог, бактеріолог, доктор медицини (1903), професор, письменник. Відомий своїми дослідженнями рецидивування епідемічного висипного тифу — хвороби Брілла, де він зробив висновки стосовно причини та епідеміологічних факторів, через що в подальшому цю хворобу стали називати хворобою Брілла—Цінссера.

## Біографія

### Ранні роки
Цинссер народився в Нью-Йорку, в сім'ї німецьких іммігрантів, які покинули Німеччину через підтримку ними соціалістичних повстань в країні. Батько Ганса був неабияким промисловим хіміком, що дало родині добрі статки. Ганса було виховано таким чином в інтелектуальній культурній площині, він проводив літа в Європі, мав приватних репетиторів, добре їздив верхи, грав на скрипці й вільно володів кількома мовами. У 1878 році він закінчив середню школу Тімоті Дуайт у Верхньому Вест-Сайді Мангеттена.

### Вища освіта
Він вступив до Колумбійського університету і спочатку навчався в області порівняльної літератури, на відповідному відділі, що зробив під впливом професора цього відділу Джорджа Вудберрі. Вже через рік після закінчення школи Цинссера разом з близьким другом, Вільям А. Бредлі (роки життя — 1878—1939) опублікував невелику книгу віршів. Але практична необхідність у такій кар'єрі, яка б надала кошти для існування, було головним міркуванням, що привело Цинссера до вступу в медичну школу в цьому університеті 1899 року. Можливості для оплачуваної роботи як науковця в галузі літератури були сумнівні, але медицина могла дозволити йому слідувати своїм інтересам в науці й в той же час заробляти на життя.
Цинссер отримав ступінь бакалавра в Колумбійському університеті, надалі ступінь магістра і докторський ступінь в галузі медицини в 1903 році. Його магістерська дисертація була присвячена вивченню ранніх стадій ембріології миші, але він також зробив додаткову роботу з бактеріології, яка стала його першою науковою публікацією. Присвячена вона була вивченню впливу радію на бактерії.

### Кар'єра

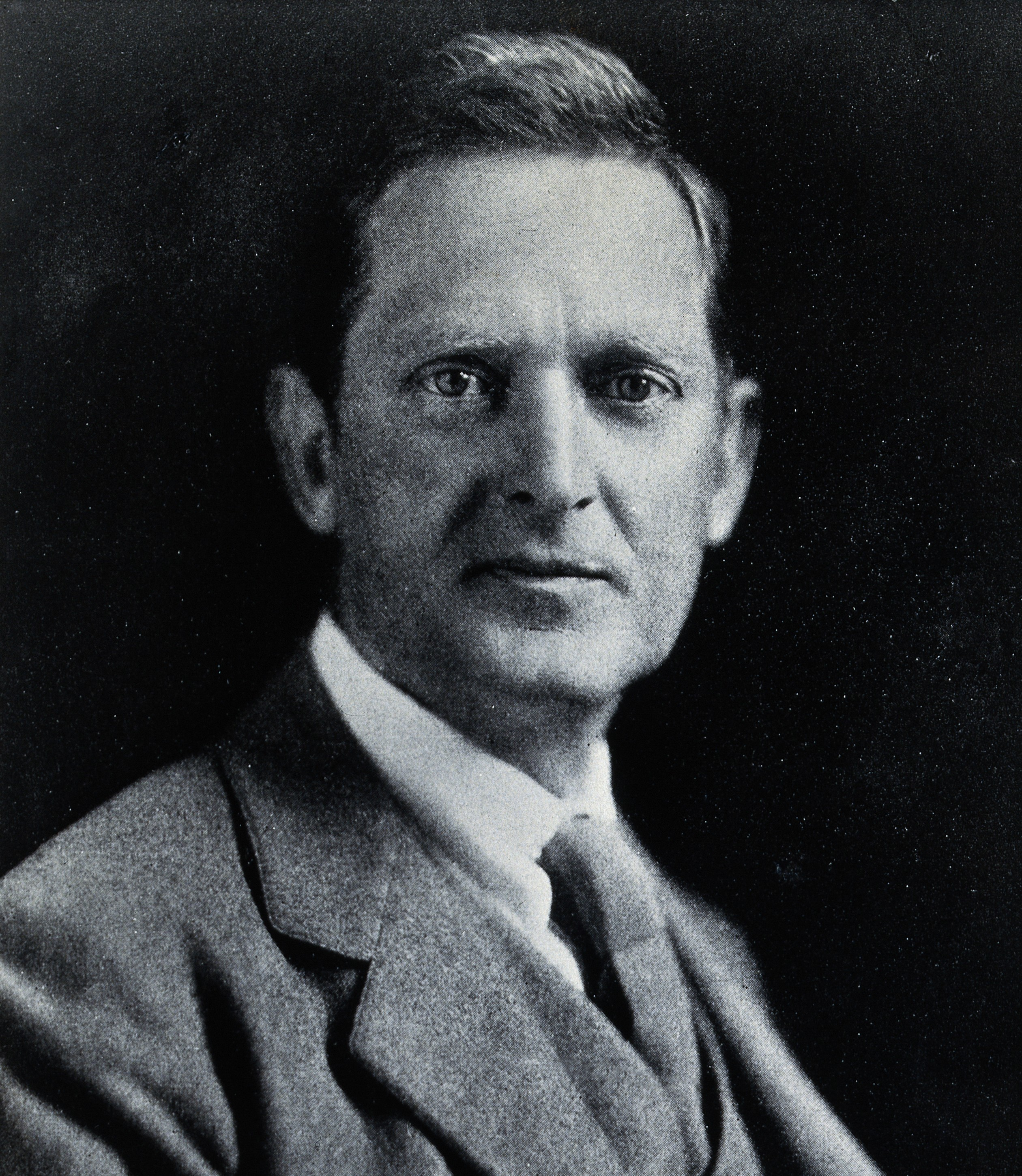
Ганс Цинссер.

З 1903 по 1905 рік він працював лікарем (англ. house physician) у лікарні Рузвельта (Нью-Йорк), і після того, як два роки пропрацював там, він приєднався до свого співучня в невеликій приватній практиці загальної медицини в Нью-Йорку. У 1905 році він одружився з Рабі Гандфорт Кунц, у них було двоє дітей — Ганс Гандфорт і Гретель. У 1906 році Цинссер розробив поживне середовище і простий спосіб вирощування анаеробних мікроорганізмів. Упродовж 1907—1910 років він був помічником патологоанатома в лікарні Святого Луки, а з 1908 року через малу зарплатню в попередніх місцях роботи став інструктором по бактеріології в Колумбійському університеті. У 1910 році він очолив відділ бактеріології в Стенфордському університеті, став професором там же в 1911 році. Але з 1913 року він знову повернувся до рідного собі Колумбійського університету, де став професором відділу бактеріології та імунології. Він брав участь у роботі комісії Червоного Хреста в Сербії по вивченню епідемічного висипного тифу під час першої світової війни, служив в Американському армійському медичному корпусі. 1923 року в складі комісії Червоного Хреста їздив до Росії, де вивчав ситуацію з епідемічним висипним тифом. З 1923 року — в Гарвардській вищій медичній школі як завідувач відділом (кафедрою) бактеріології та імунології. 1931 року він вивчав ситуацію з епідемічними висипним тифом у Мехіко. Тоді ж він написав відомому французькому науковцю, лауреату Нобелівської премії Шарлю Ніколю, що він вважає наявними мінімум три види тифів, які спричинюють рикетсії.

### Здобутки
Після вивчення ситуації в Нью-Йорку і Бостоні, Цинссер зазначив, що спорадичний висипний тиф, або хвороба Брілла відбувається в основному в іммігрантів із СРСР, і що випадки цього захворювання перебігали легко. Тому він припустив, що ці випадки були рецидивом цього тифу, а не результат нових заражень. Разом з тим він зауважив, що є ще ендемічний висипний тиф, який перебігає відносно легко і може нагадувати хворобу Брілла.
Він провів надалі ґрунтовні дослідження етіології епідемічного висипного тифу, разом з Руїсом Кастаньєдою виявив у крові хворих антитіла проти збудника. Надалі 1934 року Цинссер розробив убиту вакцину, яка захищає від цієї хвороби і яку й донині використовують в медичній практиці. Він культивував велику кількість рикетсій на курячих ембріонах. після цього збудників знешкоджував, а потім убиту культур вводив добровольцям, в яких відзначив появу у високих титрах захисних антитіл. З його робот видно, що він вперше виявив у збудників ті речовини, які на сьогодні називають полісахаридами. Також він зробив великий внесок у вивчення реакцій антиген-антитіло, патогенезу ревматичної гарячки і морфологічних властивостей вірусів.
Він був помічником бактеріолога Філіпа Гісса (роки життя — 1868—1913), і був його співавтором у написанні підручника з бактеріології (англ. Text Book of Bacteriology), який витримав більше ніж 20 перевидань. Головною публікацією Цинссера вважають його науково-популярну книгу «Пацюки, воші та історія» (англ. Rats, Lice and History), яку було видано 1935 року. У ній він яскраво описав усе відоме на той момент стосовно епідемічного висипного тифу. Ця книга витримала багато перевидань в подальшому.
Він продовжував також свою літературну діяльність. Упродовж 1928—1940 років він регулярно публікував вірші у Atlantic Monthly під псевдонімом «Протоколіст». У 1942 році, вже по смерті Цинссера, ці вірші були передруковані в збірці.
У 1926 році був президентом Американського товариства бактеріологів.

### Останні роки
У 1938 році Цинссер вирушив до Китаю задля праці в Пекінському медичному коледжі зі своїм колишнім студентом Сам Зі. Разом вони вивчали епідемічний висипний тиф в країні й виготовляли достатню кількість рикетсій в цілях підготовки вакцини. Під час морської подорож назад до США, Цинссер зрозумів, що він хворий, і запідозрив у себе лейкоз, який було підтверджено, коли він повернувся до Бостону. Це спонукало його написати мемуари «Я пам'ятаю його» англ. «I Remember Him», які він вів від третьої особи. Їх було опубліковано 1940 року в Атланті одразу після його смерті.

## Головні наукові праці
- Bradley, William A. and Zinsser, Hans. Amicitia amorque. Privately printed. 1901.
- Hiss, P.H., Jr., and Zinsser, H. A Textbook of Bacteriology. First Edition. New York: D. Appleton and Co.; 1910.
- Zinsser, H. Infection and Resistance, First Edition. New York: Macmillan; 1914.
- Zinsser H, Grinell FB. Further studies on bacterial allergy: allergic reactions to the hemolytic streptococcus. J Immunol. 1925;10:725–30.
- Zinsser H. Rats, lice and history. Boston: Little, Brown & Co; 1935.
- Zinsser, H. As I Remember Him. The Biography of R.S. Boston: Little, Brown, and Co.; 1940.
- Zinsser, H. Spring, Summer and Autumn, Poems. New York: Alfred A. Knopf; 1942.